# Sant'Emerenziana
Sant'Emerenziana, även benämnd Sant'Emerenziana a Tor Fiorenza, är en kyrkobyggnad i Rom, helgad åt den heliga jungfrumartyren Emerentiana. Kyrkan är belägen vid Piazza di Sant'Emerenziana i distriktet Trieste i nordöstra Rom.

## Beskrivning
Kyrkan ritades av arkitekterna Tullio Rossi och Francesco Fornari och konsekrerades den 28 november 1942.
Fasadens tre tympanonmosaiker föreställer Jesus Kristus, flankerad av de heliga Agnes och Emerentiana.

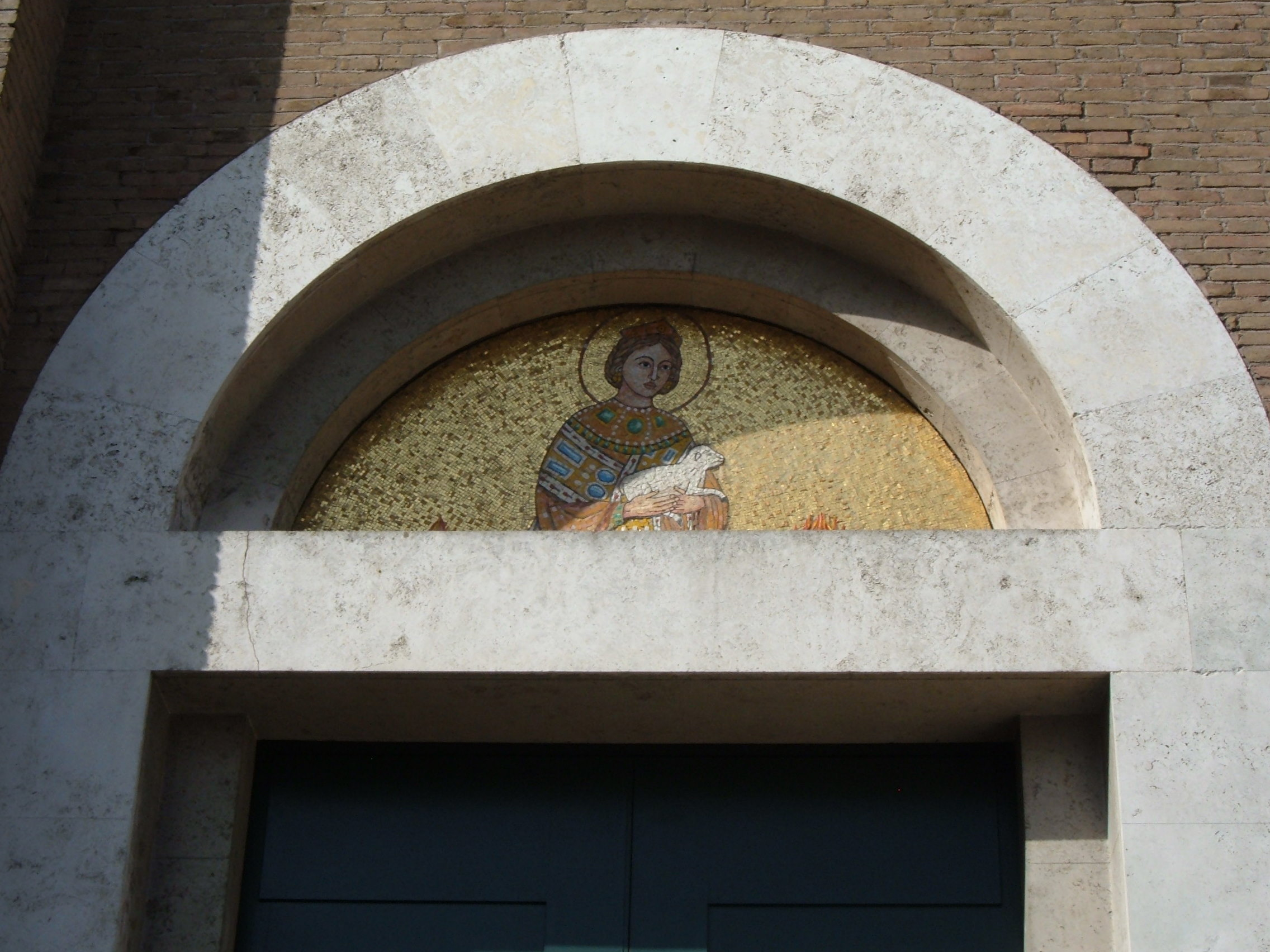
Den heliga Agnes med ett lamm.
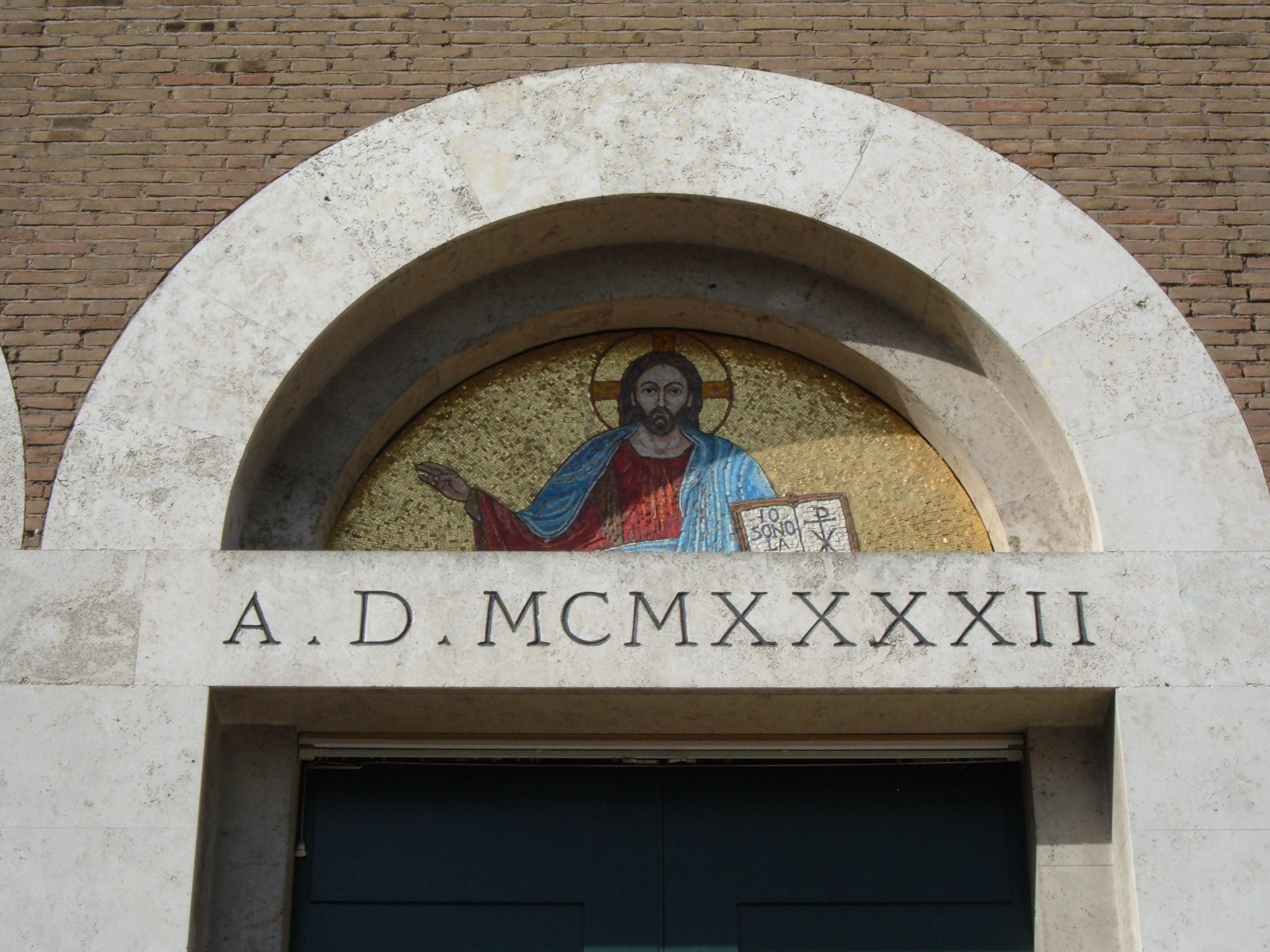
Frälsaren Jesus Kristus.
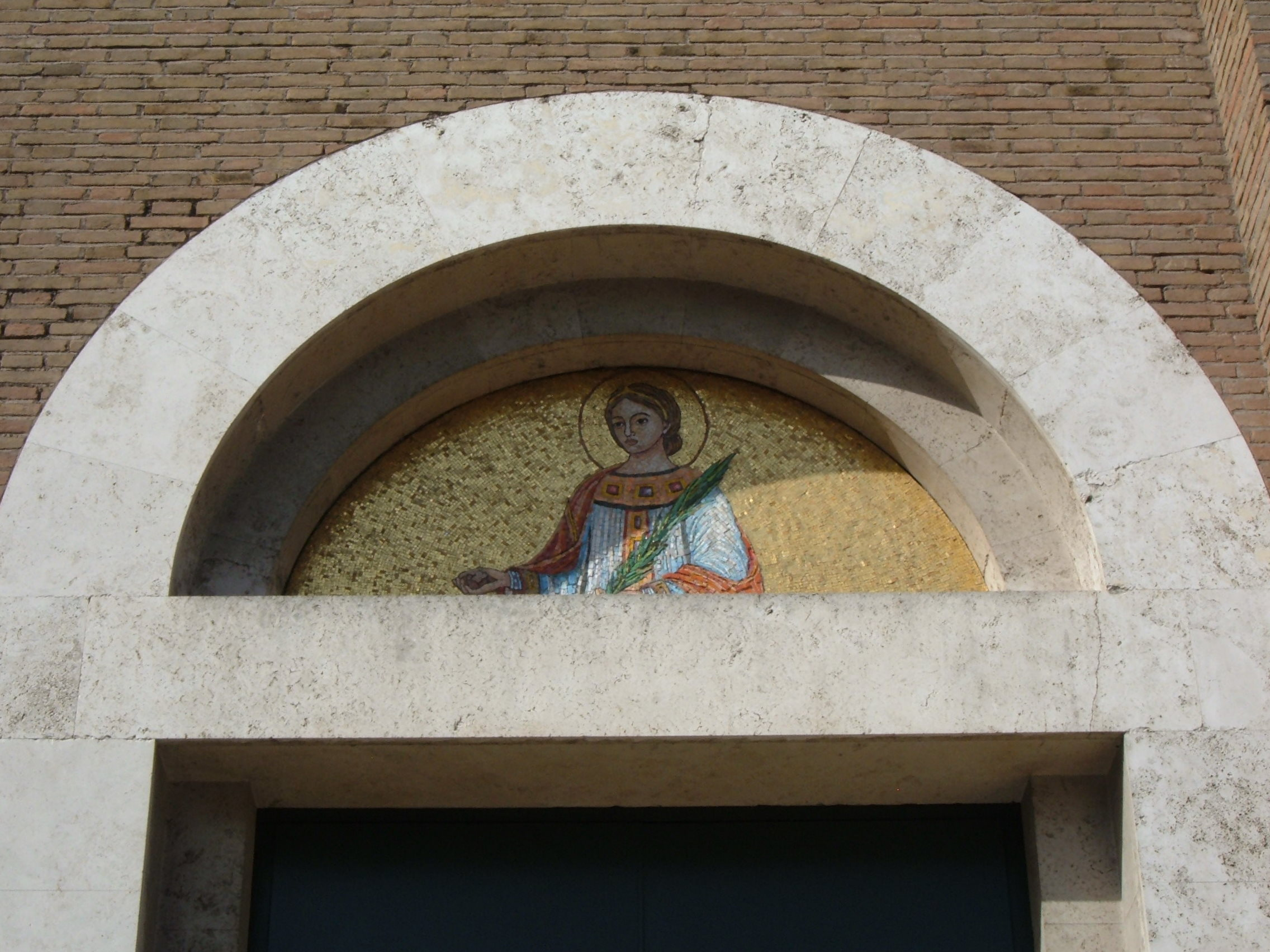
Den heliga Emerentiana med en sten.

Absiden är smyckad med den monumentala mosaiken Den triumferande Kyrkan, utförd av Ugolino da Belluno.

## Titelkyrka
Sant'Emerenziana a Tor Fiorenza stiftades som titelkyrka av påve Paulus VI år 1973.
Kardinalpräster
- José Salazar López (1973–1991)
- Peter Seiichi Shirayanagi (1994–2009)
- Medardo Joseph Mazombwe (2010–2013)
- Jean-Pierre Kutwa (2014–)